# Percoidei
Die Percoidei sind eine Unterordnung der Barschartigen (Perciformes). Die Unterscheidung der Percoidei von den anderen Unterordnungen der Barschartigen beruht auf Knochenelementen im Schädel, die bei den Percoidei nicht miteinander verbunden, bei den anderen Unterordnungen jedoch verschmolzen sind. Dies wird jedoch als urtümliches Merkmal (Plesiomorphie) angesehen. Da ein gemeinsames urtümliches Merkmal keine nähere Verwandtschaft im Sinne der modernen phylogenetischen Systematik begründet, nimmt man von der Verwendung dieses Taxons (in traditionellem Umfang) zunehmend Abstand. In der Revision der Knochenfischsystematik durch Betancur-R. et al. (2013) wird das Taxon jedoch neu definiert, siehe unten.

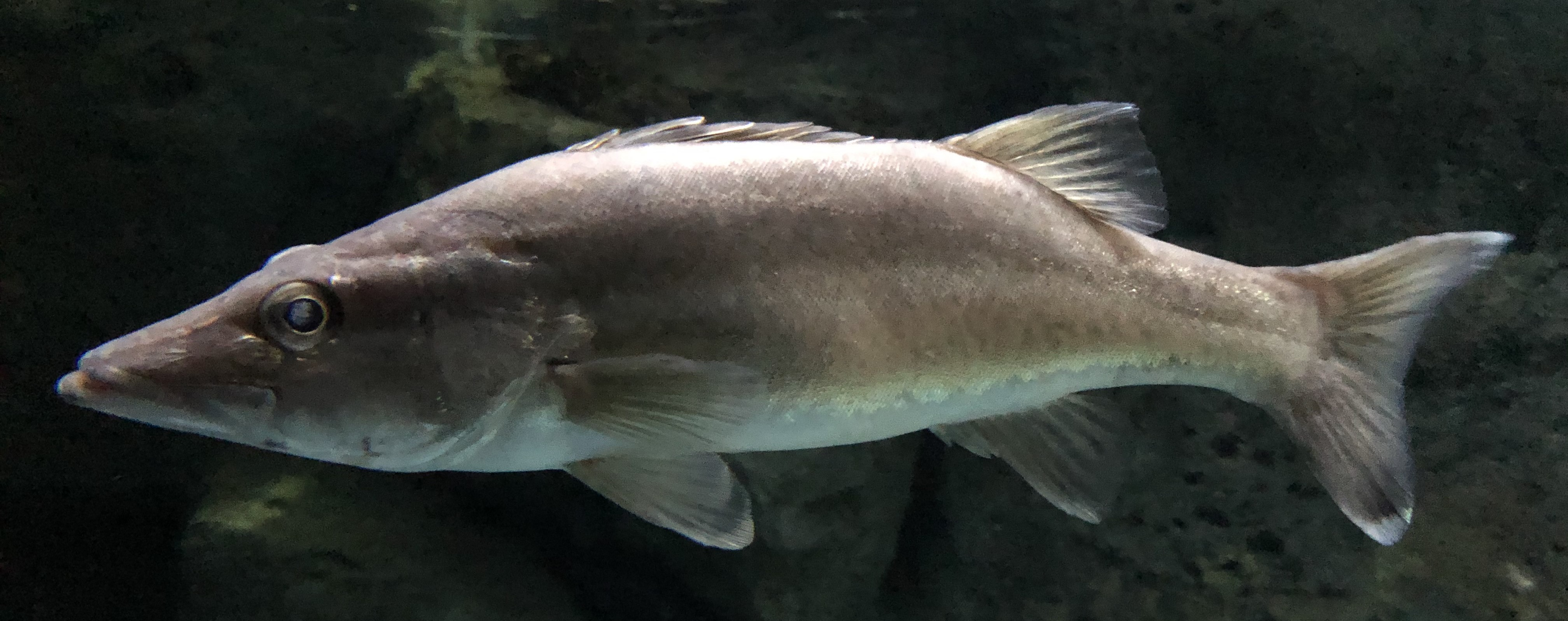
Niphon spinosus

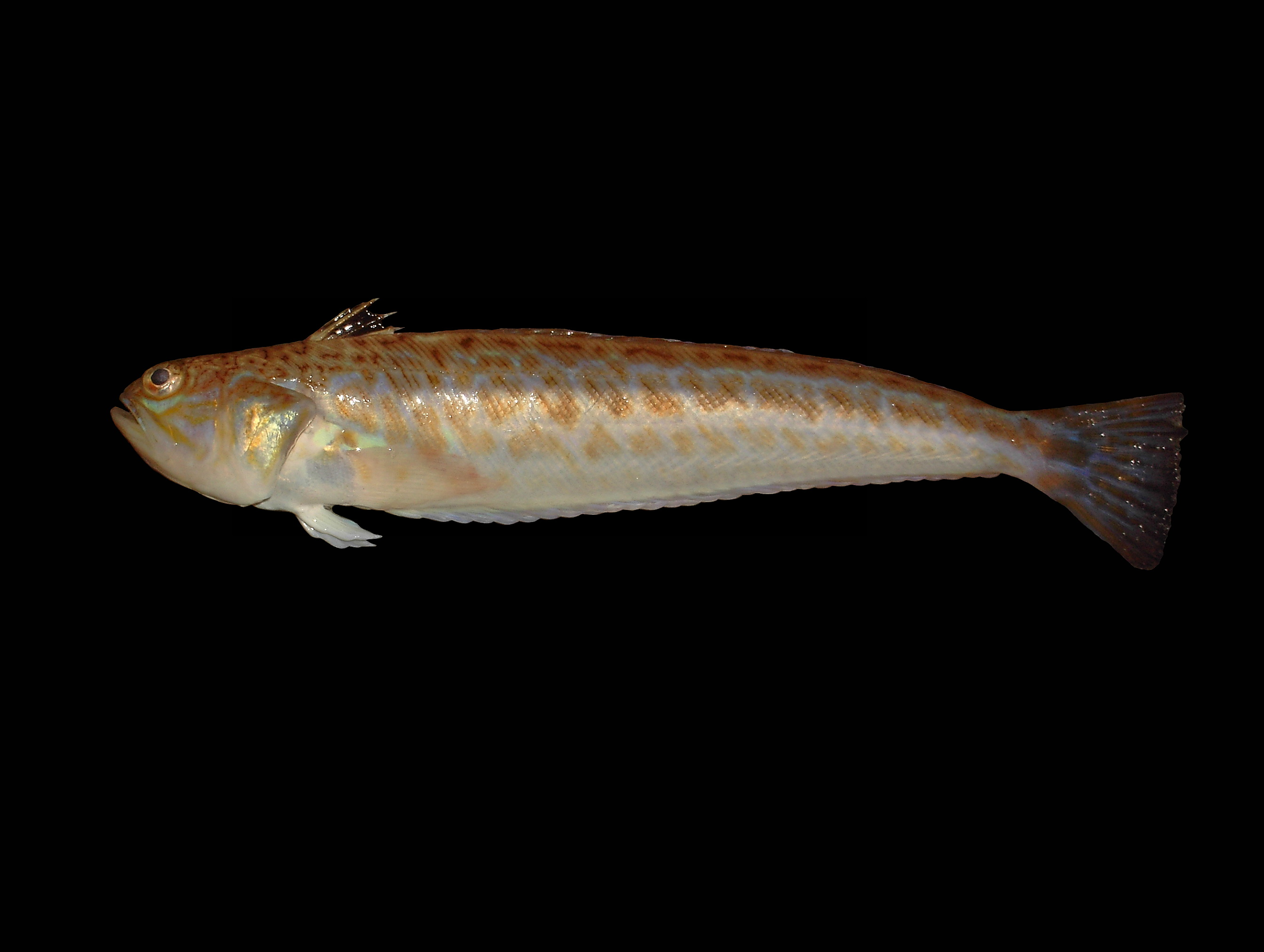
Gewöhnliches Petermännchen (Trachinus draco)

## Systematik (phylogenetisch)
Bei Betancur-R. et al. (2013) beruht die Zuordnung zur Unterordnung Percoidei auf DNA-Vergleichen und nur noch die Percidae mit ihren engsten Verwandten (ca. 250 Arten) gehören zu den Percoidei.
- Unterordnung Percoidei
  - Echte Barsche (Percidae)
  - Niphonidae (monotypisch)
  - Petermännchen (Trachinidae)

## Systematik (traditionell)
Nelson unterteilte die Percoidei in drei Überfamilien mit fast 80 Familien, über 500 Gattungen und über 3000 Arten. Diese Systematik gilt inzwischen als überholt.
- Überfamilie Percoidea
  - Snooks (Centropomidae)
  - Glasbarsche (Ambassidae)
  - Riesenbarsche (Latidae)
  - Wolfs- oder Streifenbarsche (Moronidae)
  - Dorschbarsche (Percichthyidae)
  - Südbarsche (Perciliidae)
  - Laternenbäuche (Acropomatidae)
  - Symphysanodontidae
  - Wrackbarsche (Polyprionidae)
  - Falsche Skorpionfische (Centrogenyidae)
  - Ostracoberycidae
  - Callanthiidae
  - Zwergbarsche (Pseudochromidae)
  - Feenbarsche (Grammatidae)
  - Mirakelbarsche (Plesiopidae)
  - Brunnenbauer (Opistognathidae)
  - Spaltenbarsche (Dinopercidae)
  - Banjofische (Banjosidae)
  - Sonnenbarsche (Centrarchidae)
  - Echte Barsche (Percidae)
  - Großaugen (Priacanthidae)
  - Kardinalbarsche (Apogonidae)
  - Tiefsee-Kardinalbarsche (Epigonidae)
  - Sillaginidae
  - Torpedobarsche (Malacanthidae)
  - Lactariidae
  - Dinolestidae
  - Gnomenfische (Scombropidae)
  - Blaufische (Pomatomidae)
  - Carangoide Familien
    - Stachelmakrelen (Carangidae)
    - Goldmakrelen (Coryphaenidae)
    - Schiffshalter  (Echeneidae)
    - Nematistiidae
    - Cobias (Rachycentridae)

  - Mondbarsche (Menidae)
  - Ponyfische (Leiognathidae)
  - Goldköpfe oder Seebrassen (Bramidae)
  - Mähnenfische (Caristiidae)
  - Emmelichthyidae
  - Schnapper (Lutjanidae)
  - Füsiliere (Caesionidae)
  - Dreischwanzbarsche (Lobotidae) incl. Tigerbarsche (Datnioididae)
  - Hapalogenyidae
  - Mojarras (Gerridae)
  - Süßlippen und Grunzer (Haemulidae)
  - Sparoide Familien
    - Scheinschnapper (Nemipteridae)
    - Centracanthidae
    - Großkopfschnapper (Lethrinidae)
    - Meerbrassen (Sparidae)

  - Fadenflosser (Polynemidae)
  - Umberfische (Sciaenidae)
  - Meerbarben (Mullidae)
  - Glas- oder Beilfische (Pempheridae)
  - Perlbarsche (Glaucosomatidae)
  - Leptobramidae
  - Tiefseeheringe (Bathyclupeidae)
  - Flossenblätter (Monodactylidae)
  - Schützenfische (Toxotidae)
  - Lachsbarsche (Arripidae)
  - Dichistiidae
  - Steuerbarsche (Kyphosidae)
  - Parascorpididae
  - Sichelfische (Drepaneidae)
  - Falterfische (Chaetodontidae)
  - Kaiserfische (Pomacanthidae)
  - Enoplosidae
  - Panzerköpfe (Pentacerotidae)
  - Blaubarsche (Badidae)
  - Nanderbarsche (Nandidae)
  - Vielstachler (Polycentridae)
  - Tigerfische (Theraponidae)
  - Flaggenschwänze (Kuhliidae)
  - Schnabelbarsche (Oplegnathidae)
- Überfamilie Cirrhitoidea
  - Aplodactylidae
  - Büschelbarsche oder Korallenwächter (Cirrhitidae)
  - Fingerflosser (Cheilodactylidae)
  - Chironemidae
  - Latridae
- Überfamilie Cepoloidea
  - Bandfische (Cepolidae)